# Groszek

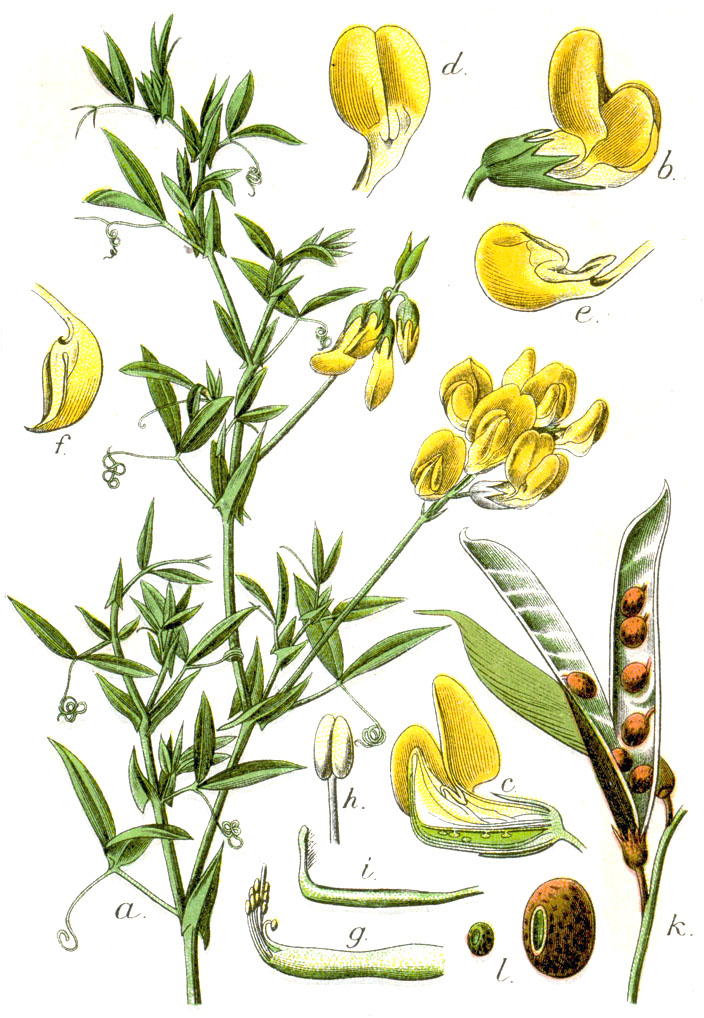
Morfologia groszku łąkowego

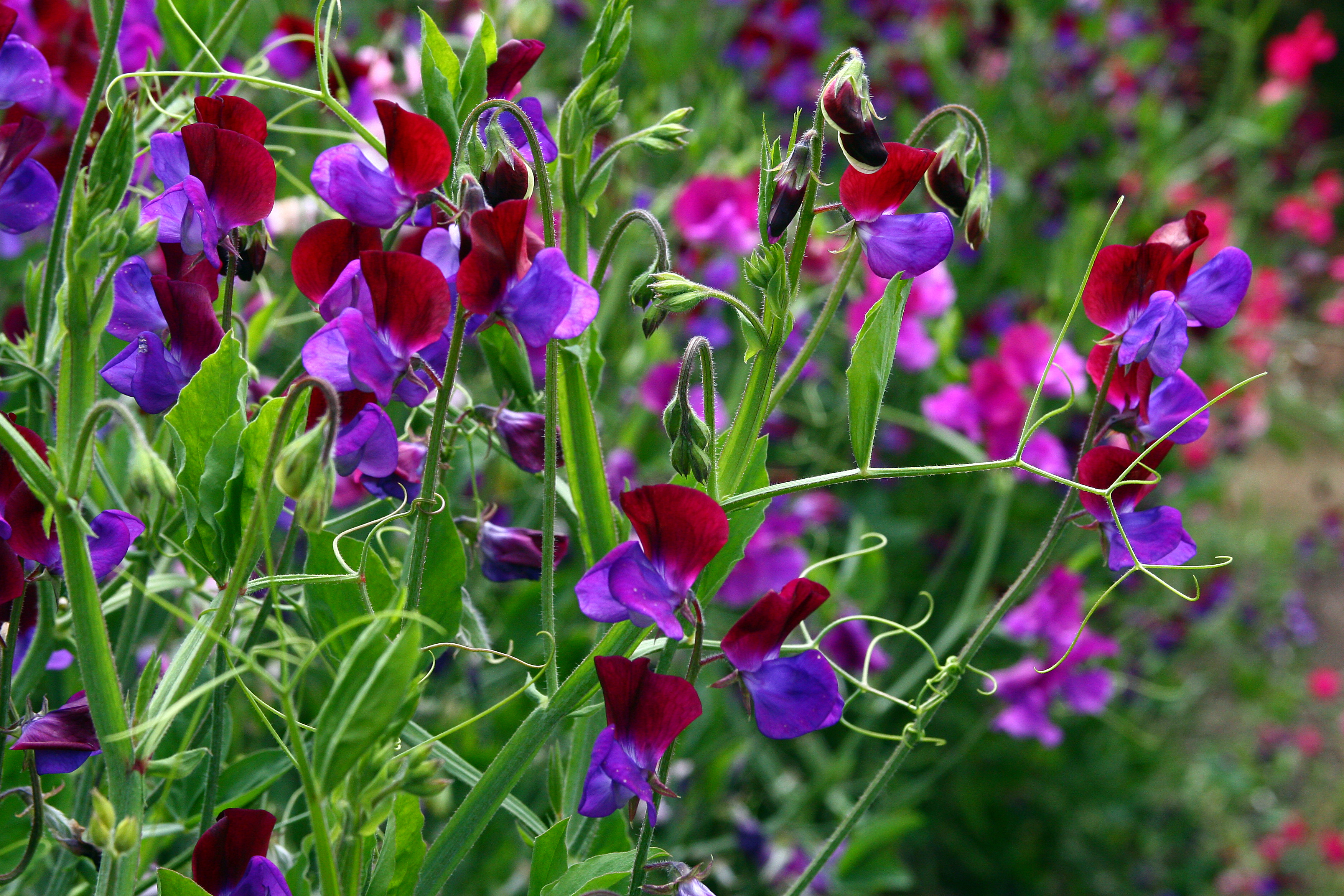
Groszek pachnący

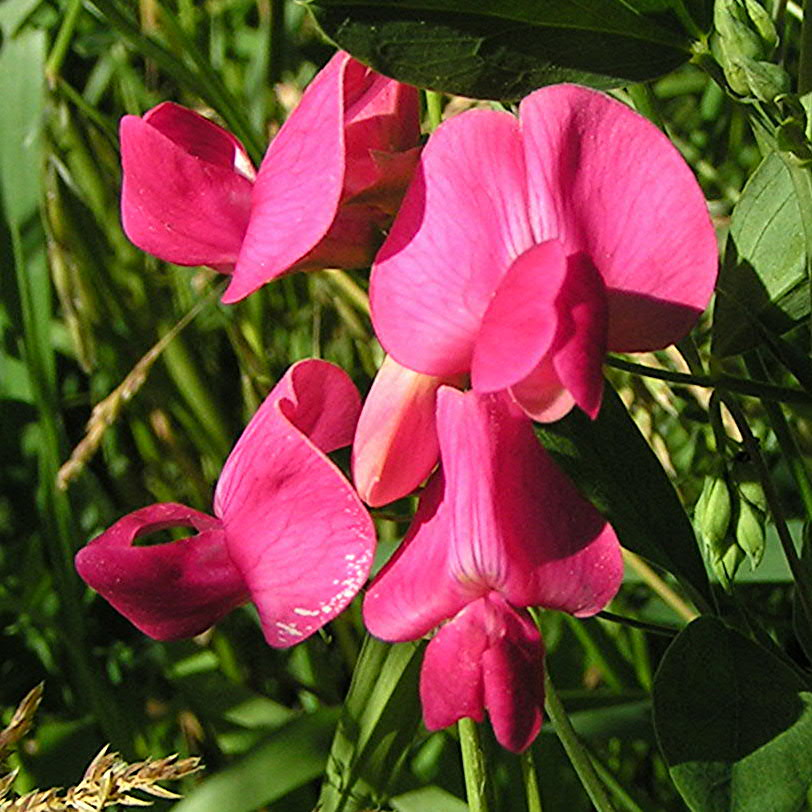
Kwiat groszku bulwiastego

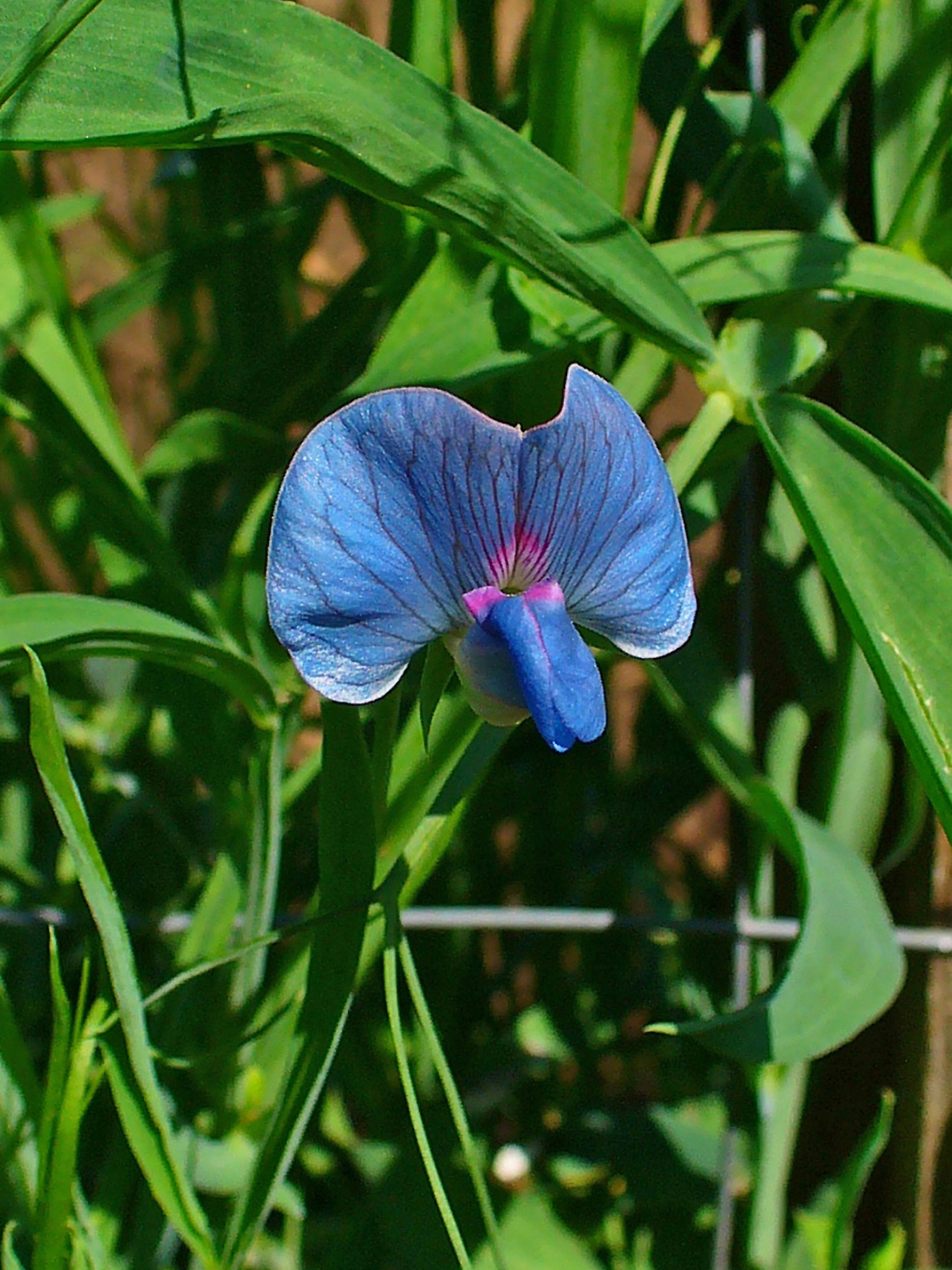
Groszek siewny

Groszek (Lathyrus L.) – rodzaj roślin zielnych z rodziny bobowatych (motylkowatych). Należy do niego około 160 do 180 gatunków (w szerszym ujęciu obejmującym gatunki tradycyjnie wyodrębniane w rodzaju groch Pisum). 
Rodzaj najbardziej zróżnicowany jest w strefie umiarkowanej półkuli północnej. Zasięg rodzaju obejmuje poza tym Amerykę Południową i Afrykę. W Polsce występuje 15 gatunków rodzimych i trwale zadomowionych. Rośliny te rosną zarówno w podmokłych, jak i suchych zbiorowiskach trawiastych, na wydmach, w zaroślach i lasach. Wiele gatunków jest uprawianych. Do popularnych roślin ozdobnych należą groszek pachnący i szerokolistny, z kolei ważną rośliną jadalną i pastewną, uprawianą od neolitu, jest groszek siewny. Nasiona niektórych gatunków (w tym także jadalnego groszku siewnego) zawierają trujący alkaloid powodujący latyryzm. 
Zaliczany tu w szerokim ujęciu rodzaju groch zwyczajny (jako Lathyrus oleraceus) jest ważną rośliną warzywną.

## Rozmieszczenie geograficzne
Gatunki z tego rodzaju występują w ogromnej większości na półkuli północnej w strefie umiarkowanej, głównie w zachodniej Azji i Europie (54 gatunki), poza tym w Ameryce Północnej, mniej licznie reprezentowane są we florze Ameryki Południowej (sięgając wzdłuż Andów po Ziemię Ognistą). W Azji wschodniej, w Chinach jako rodzime występuje 15 gatunków. W Afryce przedstawiciele rosną w północnej części (w basenie Morza Śródziemnego) oraz w strefie międzyzwrotnikowej na obszarach górskich. 
Gatunki rodzime we florze Polski
Pierwsza nazwa naukowa według listy krajowej, druga – obowiązująca według bazy taksonomicznej Plants of the World online (jeśli jest inna)
- groszek błotny Lathyrus palustris L.
- groszek czerniejący Lathyrus niger (L.) Bernh.
- groszek kosmatostrąkowy Lathyrus hirsutus L.
- groszek leśny Lathyrus sylvestris L.
- groszek łąkowy Lathyrus pratensis L.
- groszek nadmorski Lathyrus maritimus (L.) Bigelow ≡ Lathyrus japonicus Willd.
- groszek różnolistny Lathyrus heterophyllus L.
- groszek skrzydlasty, g. skrzydlaty Lathyrus montanus Bernh. ≡ Lathyrus linifolius (Reichard) Bässler
- groszek szerokolistny Lathyrus latifolius L.
- groszek wielkoprzylistkowy Lathyrus pisiformis L.
- groszek wiosenny Lathyrus vernus (L.) Bernh.
- groszek wschodniokarpacki Lathyrus laevigatus (Waldst. & Kit.) Gren

Gatunki będące w Polsce antropofitami, zadomowione i przejściowo dziczejące
- groszek bezlistny Lathyrus aphaca (L.) DC. – antropofit lokalnie zadomowiony[11]
- groszek bladożółty Lathyrus ochrus L. – efemerofit
- groszek bulwiasty Lathyrus tuberosus L. – antropofit zadomowiony
- groszek cieciorkowaty Lathyrus cicera L. – efemerofit
- groszek liściakowy Lathyrus nissolia L. – antropofit zadomowiony
- groszek niepozorny Lathyrus inconspicuus L. – efemerofit
- groszek pannoński Lathyrus pannonicus (Jacq.) Garcke – antropofit zadomowiony
- groszek siewny, g. zwyczajny Lathyrus sativus L. – efemerofit

## Morfologia
PokrójRośliny zielne, jednoroczne i byliny. Łodyga u większości gatunków pnąca się, u niektórych prosta, zwykle oskrzydlona. Osiąga do 2 m długości lub więcej.
LiściePierzastozłożone, o szczytowej parze listków często przekształconych w wąsy czepne. Listki od jajowatych poprzez podługowate, lancetowate do równowąskich w liczbie do 10, ale u niektórych gatunków zredukowane i funkcję asymilacyjną pełnią liściaki – spłaszczone ogonki liściowe. Rzadko liście pojedyncze, trawiaste. Przylistki strzałkowate, zwykle mniejsze od listków, ale u niektórych gatunków okazałe.
KwiatyMotylkowe, wyrastają w gronach z kątów liści, grona liczą do 12 kwiatów. Działki w liczbie 5 równej długości tworzą kielich dzwonkowaty lub dwuwargowy. Płatki korony różnobarwne i zróżnicowane. Dwa dolne płatki tworzą tzw. łódeczkę, dwa boczne zaokrąglone skrzydełka, a piąty wzniesiony jest do góry tworząc żagielek. Żagielek może być szeroko rozpostarty lub z brzegami podwiniętymi. Wewnątrz kwiatu, a ściślej w łódeczce, znajduje się jeden słupek z jedną, górną zalążnią zawierającą wiele zalążków oraz 10 pręcików, z których dziewięć zrośniętych jest nitkami tworząc rurkę, jeden pręcik zaś jest wolny.
OwoceBocznie ścieśnione lub cylindryczne strąki.

## Systematyka
Rodzaj tradycyjnie wyodrębniany w plemieniu obejmującym poza tym rodzaje: soczewica (Lens), groch (Pisum), Vavilovia i wyka (Vicia). Z analiz molekularnych wynika, że tradycyjny podział taksonomiczny w obrębie tego plemienia nie odzwierciedla powiązań filogenetycznych. W obrębie rodzaju groszek (Lathyrus) zagnieżdżony jest rodzaj groch (Pisum) tworzący klad wspólnie z gatunkami z basenu Morza Śródziemnego – Lathyrus gloeosperma, L. neurolobus i L. nissolia. Podobnie w tym rodzaju zagnieżdżony jest obejmujący dwa gatunki rodzaj Vavilovia. W efekcie V. formosa (Stev.) Fed. ≡ Pisum formosum (Stev.) Alef. i V. aucheri (Jaub. & Spach) Fed. ≡ Pisum aucheri Jaub. & Spach. Z kolei zaliczany tradycyjnie do rodzaju groszek gatunek Lathyrus saxatilis (Vent.) Vis. jest zagnieżdżony w obrębie rodzaju wyka (Vicia) i klasyfikowany powinien być jako Vicia saxatilis (Vent.) Tropea. 
Pozycja systematyczna według APweb (aktualizowany system APG IV z 2016)
Jeden z rodzajów podrodziny bobowatych właściwych Faboideae w rzędzie bobowatych Fabaceae s.l. W obrębie podrodziny należy do plemienia Fabeae.
Pozycja systematyczna według systemu Reveala (1993–1999)
Gromada okrytonasienne (Magnoliophyta Cronquist), podgromada Magnoliophytina Frohne & U. Jensen ex Reveal, klasa Rosopsida Batsch, podklasa różowe (Rosidae Takht.), nadrząd Fabanae R. Dahlgren ex Reveal, rząd bobowce (Fabales Bromhead), rodzina bobowate (Fabaceae Lindl.), rodzaj groszek (Lathyrus L.).
Wykaz gatunków
- Lathyrus acutifolius Vogel
- Lathyrus alamutensis Mozaff., Ahavazi & Charkhch.
- Lathyrus alpestris (Waldst. & Kit.) Kit. – groszek alpejski
- Lathyrus amphicarpos L.
- Lathyrus angulatus L.
- Lathyrus anhuiensis Y.J.Zhu & R.X.Meng
- Lathyrus annuus L.
- Lathyrus apenninus F.Conti
- Lathyrus aphaca L. – groszek bezlistny
- Lathyrus armenus (Boiss. & A.Huet) Čelak.
- Lathyrus articulatus L.
- Lathyrus atropatanus (Grossh.) Širj.
- Lathyrus aureus (G.Lodd. ex Drapiez) D.Brândză – groszek złocisty
- Lathyrus basalticus Rech.f.
- Lathyrus bauhini P.A.Genty
- Lathyrus belinensis Maxted & Goyder
- Lathyrus berteroanus Colla
- Lathyrus biflorus T.W.Nelson & J.P.Nelson
- Lathyrus bijugus Boiss. & Noë
- Lathyrus binatus Pančić
- Lathyrus bitlisicus Peşmen & Güner
- Lathyrus blepharicarpos Boiss.
- Lathyrus boissieri Širj.
- Lathyrus brachycalyx Rydb.
- Lathyrus brachyodon Murb.
- Lathyrus brachypterus Čelak.
- Lathyrus brownii Eastw.
- Lathyrus cabrerianus Burkart
- Lathyrus campestris Phil.
- Lathyrus cassius Boiss.
- Lathyrus caudatus C.F.Wei & H.P.Tsui
- Lathyrus chloranthus Boiss. & Balansa
- Lathyrus chrysanthus Boiss.
- Lathyrus cicera L. – groszek cieciorkowaty
- Lathyrus ciliatidentatus Czefr.
- Lathyrus cilicicus Hayek & Siehe
- Lathyrus ciliolatus Sam. ex Rech.f.
- Lathyrus cirpicii Güneş
- Lathyrus cirrhosus Ser.
- Lathyrus clymenum L.
- Lathyrus colchicus Lipsky
- Lathyrus crassipes Gillies ex Hook. & Arn.
- Lathyrus cyaneus (Steven) K.Koch
- Lathyrus czeczottianus Bässler
- Lathyrus davidii Hance
- Lathyrus decaphyllus Pursh
- Lathyrus delnorticus C.L.Hitchc.
- Lathyrus dielsianus Harms
- Lathyrus digitatus (M.Bieb.) Fiori
- Lathyrus elegans Vogel
- Lathyrus elongatus (Bornm.) Širj.
- Lathyrus emodi (Wall. ex Fritsch) Fritsch ex T.Durand & B.D.Jacks.
- Lathyrus eucosmus Butters & H.St.John
- Lathyrus filiformis (Lam.) J.Gay
- Lathyrus fissus Ball
- Lathyrus frolovii Fisch. ex Rupr.
- Lathyrus fulvus (Sm.) Kosterin
- Lathyrus glandulosus Broich
- Lathyrus gloeosperma Warb. & Eig
- Lathyrus gmelinii (Fisch. ex Ser.) Fritsch
- Lathyrus golanensis O.Cohen & Plitmann
- Lathyrus gorgoni Parl.
- Lathyrus graminifolius (S.Watson) T.G.White
- Lathyrus grandiflorus Sm. – groszek wielkokwiatowy
- Lathyrus grimesii Barneby
- Lathyrus hallersteinii Baumg.
- Lathyrus hasslerianus Burkart
- Lathyrus heterophyllus L. – groszek różnolistny
- Lathyrus hierosolymitanus Boiss.
- Lathyrus hirsutus L. – groszek kosmatostrąkowy
- Lathyrus hirticarpus Mattatia & Heyn
- Lathyrus hitchcockianus Barneby & Reveal
- Lathyrus holochlorus (Piper) C.L.Hitchc.
- Lathyrus hookeri G.Don
- Lathyrus humilis (Ser.) Fisch. ex Spreng.
- Lathyrus hygrophilus Taub.
- Lathyrus inconspicuus L. – groszek niepozorny
- Lathyrus incurvus (Roth) Willd. – groszek odgięty
- Lathyrus japonicus Willd. – groszek nadmorski
- Lathyrus jepsonii Greene
- Lathyrus karsianus P.H.Davis
- Lathyrus ketzkhovelii Avazneli
- Lathyrus komarovii Ohwi
- Lathyrus krylovii Serg.
- Lathyrus laetivirens Greene ex Rydb.
- Lathyrus laevigatus (Waldst. & Kit.) Gren. – groszek wschodniokarpacki
- Lathyrus lanszwertii Kellogg
- Lathyrus latidentatus Elenevsky
- Lathyrus latifolius L. – groszek szerokolistny
- Lathyrus laxiflorus (Desf.) Kuntze
- Lathyrus layardii Ball ex Boiss
- Lathyrus ledebourii Trautv.
- Lathyrus lentiformis Plitmann
- Lathyrus leptophyllus M.Bieb.
- Lathyrus libani Fritsch
- Lathyrus linearifolius Vogel
- Lathyrus linifolius (Reichard) Bässler – groszek skrzydlasty
- Lathyrus littoralis (Nutt.) Endl. ex Walp.
- Lathyrus lomanus I.M.Johnst.
- Lathyrus lycicus Boiss. & Heldr.
- Lathyrus macropus Gillies ex Hook. & Arn.
- Lathyrus macrostachys Vogel
- Lathyrus magellanicus Lam.
- Lathyrus marmoratus Boiss. & Balansa
- Lathyrus meridensis Pittier
- Lathyrus miniatus M.Bieb. ex Steven
- Lathyrus mulkak Lipsky
- Lathyrus multiceps Clos
- Lathyrus multijugus (Ledeb.) Czefr.
- Lathyrus nervosus Lam.
- Lathyrus neurolobus Boiss. & Heldr.
- Lathyrus nevadensis S.Watson
- Lathyrus niger (L.) Bernh. – groszek czerniejący
- Lathyrus nigrivalvis Burkart
- Lathyrus nissolia L. – groszek liściakowy
- Lathyrus nitens Vogel
- Lathyrus nivalis Hand.-Mazz.
- Lathyrus numidicus Batt.
- Lathyrus ochroleucus Hook.
- Lathyrus ochrus (L.) DC. – groszek bladożółty
- Lathyrus odoratus L. – groszek pachnący
- Lathyrus oleraceus Lam. – groch zwyczajny
- Lathyrus pallescens (M.Bieb.) K.Koch
- Lathyrus palustris L. – groszek błotny
- Lathyrus pancicii (Jurišić) Adamović
- Lathyrus pannonicus (Jacq.) Garcke – groszek pannoński
- Lathyrus paraguariensis Hassl.
- Lathyrus paranensis Burkart
- Lathyrus parodii Burkart
- Lathyrus pauciflorus Fernald
- Lathyrus pisiformis L. – groszek wielkoprzylistkowy
- Lathyrus plitmannii Greuter & Burdet
- Lathyrus polyphyllus Nutt.
- Lathyrus pratensis L. – groszek łąkowy
- Lathyrus pseudocicera Pamp.
- Lathyrus pubescens Hook. & Arn.
- Lathyrus pusillus Elliott
- Lathyrus pygmaeus Gomb.
- Lathyrus quinquenervius (Miq.) Litv.
- Lathyrus rigidus T.G.White
- Lathyrus roseus Steven – groszek różowy
- Lathyrus rotundifolius Willd. – groszek okrągłolistny
- Lathyrus satdaghensis P.H.Davis
- Lathyrus sativus L. – groszek siewny
- Lathyrus saxatilis (Vent.) Vis.
- Lathyrus sericeus Lam.
- Lathyrus setifolius L.
- Lathyrus spathulatus Čelak.
- Lathyrus speciosus G.Don
- Lathyrus sphaericus Retz.
- Lathyrus splendens Kellogg
- Lathyrus stenolobus Boiss.
- Lathyrus stenophyllus Boiss. & Heldr.
- Lathyrus subandinus Phil.
- Lathyrus subulatus Lam.
- Lathyrus sulphureus W.H.Brewer ex A.Gray
- Lathyrus sylvestris L. – groszek leśny
- Lathyrus tauricola P.H.Davis
- Lathyrus tefennicus Genç & Sahin
- Lathyrus tingitanus L. – groszek tangerski
- Lathyrus torreyi A.Gray
- Lathyrus × tournefortii (Lapeyr.) A.W.Hill
- Lathyrus trachycarpus (Boiss.) Boiss.
- Lathyrus tracyi Bradshaw
- Lathyrus transsylvanicus (Spreng.) Rchb.f. – groszek transylwański
- Lathyrus tremolsianus Pau
- Lathyrus tropicalandinus Burkart
- Lathyrus tuberosus L. – groszek bulwiasty
- Lathyrus tukhtensis Czeczott
- Lathyrus undulatus Boiss.
- Lathyrus vaniotii H.Lév.
- Lathyrus variabilis (Boiss. & Kotschy) Čelak.
- Lathyrus venetus (Mill.) Wohlf. – groszek błękitny
- Lathyrus venosus Muhl. ex Willd.
- Lathyrus vernus (L.) Bernh. – groszek wiosenny
- Lathyrus vestitus Nutt.
- Lathyrus vinealis Boiss. & Noë
- Lathyrus vivantii P.Monts.
- Lathyrus whitei Kupicha
- Lathyrus woronowii Bornm.
- Lathyrus zalaghensis Andr.